# Герострати (роман)
«Герострати» — перший роман української письменниці Емми Андієвської. Роман філософський і містить міркування про Бога, людину та світ. Головна тема роману узагальнена у його назві, що походить від Герострата, це роман про людську жагу до увічнення себе будь-яким способом. Серед героїв роману письменники, що намагаються створити геніальни шедеври, збирач автографів і сам головний герой, який взявшись за написання біографії таємничого клієнта закінчує написанням власної біографії. «Герострати» (написані в 1950–1952 рр.) — авторка почала писати у віці дев'ятнадцяти років реагуючи на новелу Жана-Поля Сартра «Герострати» (1939).
Письменниця написала п'ять варіантів роману, опублікувавши лише останній із них у 1971 році в Мюнхені у видавництві Сучасність в 1971 році. Перевидано роман в Ізраїлі в 2009 році як четвертий том повного видання творів письменниці.

## Про роман
У статті «Проза Емми Андієвської: спроба аналізу» Олександр Деко так охарактеризував цей твір:
|  | Роман «Герострати» нагадує шахову партію. В шахи грають початківці, середнячки-розрядники і грають гросмейстери. Чи розуміють щось початківці й більшість середнячків у гросмейстерських партіях - вони настільки складні, що їх наперед можуть передбачити тільки гросмейстери. Роман «Герострати» - це ґросмейстерська теорія і практика шахів у літературі |

## Сюжет роману
Головний герой роману — антиквар, до якого звертається невідомий відвідувач із проханням написати його біографію.
Розповідь ведеться від першої особи антиквара, з яким у пошуках матеріалу до біографії відвідувача стаються різноманітні пригоди. Один з героїв роману — Дом, який читає власні поезії тваринам, проголошує власну філософію не-геростратства.
Роман закінчується тим, що антиквар замість біографії відвідувача досліджує власну біографію.